# Великое Кольцо
Вели́кое Кольцо́ — система радиообмена информацией между высокоразвитыми цивилизациями, описанная в романах И. А. Ефремова: «Туманность Андромеды» и «Час Быка». Великое Кольцо является одновременно и содружеством цивилизаций, и информационной сетью с единой системой сигналов и базой данных. Согласно Ефремову, на Земле «установка связи Великого Кольца» находилась на горе Кения.

## Описание
За 408 лет до событий, описанных в романе, учёный Кам Амат смог принять передачу с планетной системы двойной звезды 61 Лебедя. Это событие позволило человечеству Земли включиться в Великое Кольцо, и таким образом ознаменовало новую эру в существовании человечества — Эру Великого Кольца (ЭВК).
В Великое Кольцо входили обитаемые миры нашей Галактики, включая звёзды из галактического центра и шаровых скоплений, а также Большое Магелланово Облако. Передача информации по Великому Кольцу осуществлялась передачей радиосигналов как непосредственно от передающей планеты к получающей, так и посредством ретрансляции таких записей с планеты на планету. Постоянная связь по Кольцу шла по галактическому времени, каждую стотысячную галактической секунды (что соответствовало периодичности раз в восемь дней или сорок пять раз в год по земному времени). Связь на большие расстояния происходила нерегулярно, случайным приемом, а также посредством ретрансляции сообщений. Передачи кодировались на универсальный символьный язык Великого Кольца, а затем электронные машины планеты-получателя декодировали послание в приемлемые для представителей получающей цивилизации формы (изображение и звук, в том числе видеоизображения, чертежи, карты).
Информационные сообщения содержали научные и технические достижения цивилизаций, историю развития жизни и общества родных планет, информацию о ближайших соседях по Кольцу, об исследованиях Космоса. Дешифровка изображений могла осложняться различием в историческом развитии различных цивилизаций, которое может достигать миллионов лет.
В романе подробно описана передача сообщения с Земли для планетной системы звезды Росс 614 в созвездии Единорога, а также приём через планету 61 Лебедя послания человечества звезды Эпсилон Тукана, не входившей на момент послания в Кольцо.
На Земле передачи Великого Кольца осуществлялись через Внешние станции. В ходе сеанса связи для создания несущего канала для приема и передачи атмосфера Земли пробивалась направленным излучением с помощью расположенных в горной местности Внешних станций. Обитаемые геостационарные суточные спутники или меридионально вращающиеся спутники с помощью нескольких автоматических внешних станций, располагавшихся вокруг Земли, ориентировали направленное излучение на получателя. Длительность сеанса составляла 3/4 часа. Каждая передача, как и поддержание несущего канала, требовали использования значительного процента вырабатываемой на Земле энергии.

…создание Великого Кольца, связавшего населенные разумными существами миры, было крупнейшей революцией для Земли и соответственно для каждой обитаемой планеты. Прежде всего — это победа над временем, над краткостью срока жизни, не позволяющей ни нам, ни другим братьям по мысли проникать в отдаленные глубины пространства. Посылка сообщения по Кольцу — это посылка в любое грядущее, потому что мысль человека, оправленная в такую форму, будет продолжать пронизывать пространство, пока не достигнет самых отдаленных его областей. Возможность исследовать очень далекие звезды стала реальной, это только вопрос времени.— «Туманность Андромеды»

Мысль о контакте между жителями Земли и обитателями других миров — идею «Великого Кольца» — я считаю здесь главной. Это то, что больше всего занимало меня в книге. Вот почему, кстати, я и не стал писать продолжение «Туманности Андромеды», хотя многие читатели просили об этом. Я уже сказал то, ради чего и была написана сама вещь.

## Премия «Великое кольцо»
Премия основана в 1982 году как премия клубов любителей фантастики за лучшие фантастические произведения, опубликованные в предшествующем году. Первые три года голосование проводилось по схеме «один клуб — один голос». Результаты голосования подводились КЛФ «Ветер времени» (Волгоград). Премией награждались лауреаты с 1981 по 1993 годы.
Премия прекратила существование в 1994 году после возникновения премии «Интерпресскон».